# James Spithill
James Spithill (Sydney, 28 juni 1979) is een Australische zeiler. Hij is bekend door zijn overwinningen in de America's Cup met Team Oracle USA.
Spithill debuteerde al op twintigjarige leeftijd in de America's Cup in 2000 met de verouderde boot "Young Australia". Daarmee was hij de jongste schipper in de geschiedenis van de America's Cup.
In 2003 leidde hij "Oneworld" in de America's Cup. Het jacht reikte tot de halve finale van de Louis Vuitton Cup, het zeilevenement waarvan de winnaar als uitdager naar de eindstrijd om de America's Cup gaat. In de halve finale werd hij verslagen door Oracle BMW Racing.
Spithill werd door Francesco De Angelis, die hij had verslagen in de kwartfinales van de Louis Vuitton Cup in 2003, gekozen als zijn opvolger als stuurman van Luna Rossa Challenge in de America's Cup van 2007. Spithill was een steunpilaar voor het team, dat hij naar de finale van de Louis Vuitton Cup leidde door een van de favorieten, Oracle BMW Racing, met 5-1 in de halve finales te verslaan. Hij verloor de finale echter van Emirates Team New Zealand met 5-0.
Hij verdiende de bijnaam "James Pitbull" onder de Italiaanse fans vanwege zijn agressieve tactiek in de pre-startfase van de races. Met name door zijn toedoen werden twee straffen opgelegd aan de schipper van BMW Oracle Racing, Chris Dickson, in de vijfde race van de Louis Vuitton Cup in 2007, waarna Dickson enkele dagen later zijn ontslag indiende.
In 2010 keerde Spithill terug naar de America's Cup als schipper en stuurman voor BMW Oracle Racing. Het team was uitdager van de Zwitserse titelverdediger Alinghi. Spithill versloeg Alinghi met een aanzienlijke marge en werd de jongste winnaar van de America's Cup ooit.

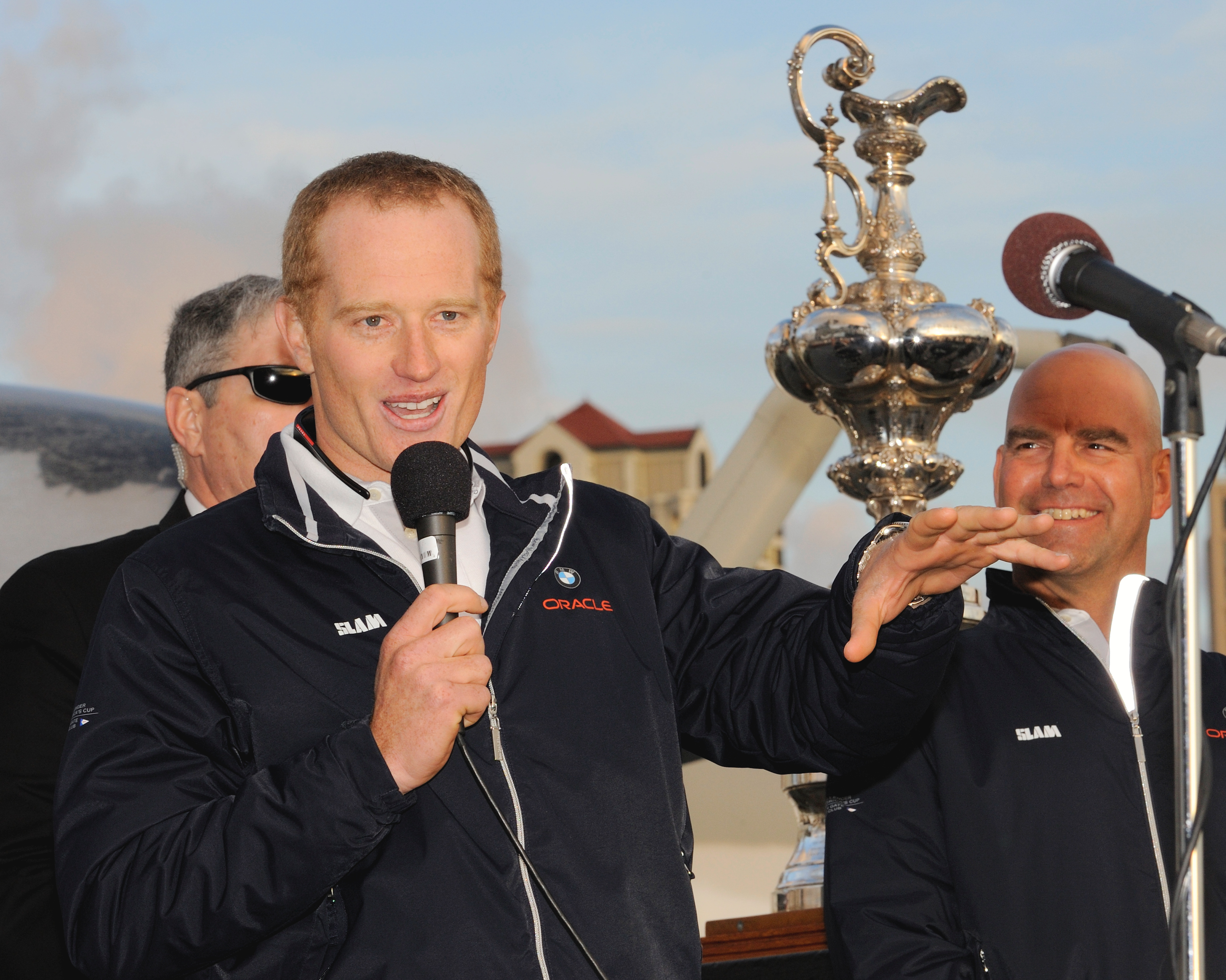
Spithill na de overwinning in 2013

Spithill bleef schipper van het Amerikaanse team (inmiddels Team Oracle USA geheten) en verdedigde met succes de America's Cup in 2013 tegen uitdager Emirates Team New Zealand.  Team Oracle USA begon de race met 2 punten achterstand, die waren opgelegd als sanctie voor illegale wijzigingen aan een boot in de eerdere America's Cup World Series, waarbij ook de Nederlander Dirk de Ridder betrokken was. Het team kwam in de race op een 1-8 achterstand, maar wist deze om te buigen in een 9-8 overwinning.
Spithill bevestigde in februari 2014 dat hij bij Team Oracle USA blijft om de beker te verdedigen in de volgende editie van de America's Cup in 2017. In 2014 was hij stuurman op het Amerikaanse jacht Comanche in de Sydney to Hobart Yacht Race, waarmee hij als tweede over de finish kwam.